# 滋野貞雄
滋野 貞雄（しげの の さだお）は、平安時代前期の貴族。姓は宿禰のち朝臣。尾張守・滋野家訳の三男。官位は従四位上・摂津守。

## 経歴
右京出身。若い頃より大学寮で学び、詩賦に習熟する。弘仁7年（816年）主殿少属に任ぜられ、掃部権允・右衛門少尉を歴任するが、嵯峨天皇に召されて近侍しその恩寵を得る。のち、掃部助に転じ左近衛将監を兼ねる。この間の弘仁14年（823年）には父・家訳らと共に宿禰姓から朝臣姓に改姓している。
淳和朝の天長4年（827年）従五位下に叙爵。のち、備前権介を経て、承和5年（838年）従五位上・備前守に叙任されるなど、淳和朝から仁明朝にかけて備前国の国司を務める。仁明朝半ばには少納言・侍従と京官に任ぜられるが、承和12年（845年）丹波守、嘉祥4年（851年）但馬権守と仁明朝末から文徳朝にかけて再び地方官を歴任する。しかし、地方官としては特筆すべき治績は無かったという。またこの間、承和13年（846年）正五位下、嘉祥3年（850年）従四位下と累進した。
清和朝初頭の貞観元年（860年）正月に摂津守に任ぜられ、11月には従四位上に至るが、同年12月22日卒去。享年65。最終官位は従四位上行摂津守。

## 人物
身長が六尺（約180cm）以上あり、容姿・振る舞いが優れていた。性格は仁愛が深く、他人と競うようなことはなかったという。

## 官歴
『六国史』による。
- 延暦17年（798年） 日付不詳：伊蘇志臣から滋野宿祢に改姓
- 弘仁7年（816年） 日付不詳：主殿少属
- 時期不詳：掃部権允。右衛門少尉。掃部助。兼左近衛将監
- 弘仁14年（823年） 日付不詳：滋野宿禰から滋野朝臣に改姓
- 天長4年（827年） 日付不詳：従五位下
- 時期不詳：備前権介
- 承和5年（838年） 日付不詳：備前守。11月29日：従五位上。
- 時期不詳：少納言。侍従
- 承和12年（845年） 正月11日：丹波守
- 承和13年（846年） 正月7日：正五位下
- 嘉祥3年（850年） 正月7日：従四位下
- 嘉祥4年（851年） 日付不詳：但馬権守
- 貞観元年（859年） 正月13日：摂津守。11月19日：従四位上。12月22日：卒去（従四位上行摂津守）

## 系譜
- 父：滋野家訳
- 母：紀氏
- 妻：不詳
  - 男子：滋野善淵（?-868）
  - 男子：滋野良幹
  - 男子：滋野良材
  - 男子：滋野良視
  - 女子：滋野岑子 - 文徳天皇宮人